# Eigenmannia vicentespelaea
Eigenmannia vicentespelaea är en fiskart som beskrevs av Triques, 1996. Eigenmannia vicentespelaea ingår i släktet Eigenmannia och familjen Sternopygidae. Inga underarter finns listade i Catalogue of Life.